# Bildtafel der Verkehrszeichen in den Vereinigten Staaten

Nutzung des amtlichen Manual on Uniform Traffic Control Devices (MUTCD) in den einzelnen Bundesstaaten.
MUTCD von Bundesstaat übernommen
MUTCD von Bundesstaat mit Ergänzungen übernommen
Bundesstaat mit eigenem MUTCD

Diese Bildtafel der Verkehrszeichen in den Vereinigten Staaten beinhaltet die gegenwärtig gültigen Verkehrszeichen für den Straßenverkehr, wie sie im amtlichen Manual on Uniform Traffic Control Devices (MUTCD) und dem Standard Highway Signs (SHS) aufgelistet werden.
Insgesamt 23 Bundesstaaten zusammen mit dem District of Columbia und Puerto Rico nutzen das MUTCD ohne Abänderungen, 20 Bundesstaaten nutzen das MUTCD in Verbindung mit einer zusätzlichen staatlichen Verordnung und sieben Bundesstaaten haben eine eigene Verkehrszeichenverordnung. In jedem Fall müssen die Ergänzungen und MUTCDs der Bundesstaaten „grundlegende Konformität“ mit dem MUTCD des Bundes aufweisen. Es gibt auch lokalisierte Versionen in großen Städten, in New York City zum Beispiel gibt es besondere Verkehrszeichen, welche ergänzend zum amtlichen MUTCD genutzt werden. Die MUTCD und SHS sind in sieben allgemeinen Kategorien etabliert.
Charakteristisch für die US-amerikanischen Verkehrszeichen ist die weitgehende Verwendung von Textelementen anstelle von Piktogrammen.

## Allgemein

### R1 – Vorfahrt

Zeichen R1-1 Stoppschild
Zeichen R1-2 Vorfahrt gewähren.
Zeichen R1-2cTP Zügen Vorfahrt gewähren (Zusatzschild, Texas)
Zeichen R1-3P All way stop als Zusatz zum Stoppschild
Fußgänger Vorrang überlassen (New York City)
Fußgänger Vorrang überlassen.
Fußgänger Vorrang überlassen.
Fußgänger Vorrang überlassen (Washington, D.C.).
Fußgänger Vorrang überlassen (Maryland).
Stoppschild (Puerto Rico)

### R2 – Tempolimit
Es gilt je nach Bundesstaat auf Interstate Highways ein Tempolimit von 55 bis 80 Meilen pro Stunde (mph) (90 bis 130 km/h). Auf den U.S. Highways sind 55 mph (90 km/h), teilweise auch 65 mph (105 km/h), erlaubt.

Zeichen R2-1 Tempolimit
Zeichen R2-2P Tempolimit für Lkw
Zeichen R2-3P Tempolimit nachts
Zeichen R2-4P Mindestgeschwindigkeit
Zeichen R2-5P Es sei denn, es ist anders ausgeschildert (Zusatzschild)
Zeichen R2-2aP In der gesamten Stadt (Zusatzschild)
Zeichen R2-2bP In der Wohngegend (Zusatzschild)
Zeichen R2-2cP In Wohngegenden (alternativ, Zusatzschild)
Zeichen R2-6P Höhere Strafen (Zusatzschild)
Zeichen R2-6aP Doppelte Strafen (Zusatzschild)
Zeichen R2-6bP XX$ Bußgeld (Zusatzschild)
Zeichen R2-6P Beginn einer Zone mit erhöhten Bußgeldern
Zeichen R2-6P Ende einer Zone mit erhöhten Bußgeldern

Bundesstaats-Spezifische Schilder
Tempolimit in Ortschaften (Bundesstaat New York)
Tempolimit auf Brücken (Minnesota)
Ende XX mph Tempolimit Zone (Bundesstaat New York)
Ende XX mph Tempolimit Zone (Delaware)

### R3 – Fahrstreifennutzung

Zeichen R3-1 Rechtsabbiegen verboten
Zeichen R3-1a Rechtsabbiegen über Gleise verboten
Zeichen R3-2 Linksabbiegen verboten
Zeichen R3-2a Linksabbiegen über Gleise verboten
Zeichen R3-3 Kein Wenden (Zusatzschild)
Zeichen R3-4 Wenden verboten
Zeichen R3-5L Nur Links
Zeichen R3-5R Nur Rechts
Zeichen R3-5a Nur Geradeaus
Zeichen R3-5bP Linke Spur (Zusatzschild)
Zeichen R3-5cP HOV-Spur (Zusatzschild)
Zeichen R3-5dP Taxi-Spur (Zusatzschild)
Zeichen R3-5eP Mittlere Spur (Zusatzschild)
Zeichen R3-5fP Rechte Spur (Zusatzschild)
Zeichen R3-5gP Bus-Spur (Zusatzschild)
Zeichen R3-6L
Zeichen R3-6R
Zeichen R3-7L Benutzer der linken Fahrspur müssen nach links abbiegen
Zeichen R3-7R Benutzer der rechten Fahrspur müssen nach rechts abbiegen
Zeichen R3-9cP Anfang (Zusatzschild)
Zeichen R3-9cP Ende (Zusatzschild)
Zeichen R3-1 Rechtsabbiegen verboten
Zeichen R3-9e Informationen zu Fahrspur(en), die in unterschiedliche Richtungen genutzt werden (Reversible Lane)
Zeichen R3-9f wie R3-93
Zeichen R3-9g Beginn der Wechselspur in xx Fuß
Zeichen R3-9h Ende der Wechselspur in xx Fuß
Zeichen R3-9i Ende der Wechselspur
Zeichen R3-10 Definition der High-occupancy vehicle lane (HOV)
Zeichen R3-10a Fahrzeuge mit niedrigem Emissionsausstoß auf HOV-Spur erlaubt
Zeichen R3-11 Gültigkeit der HOV-Spur
Zeichen R3-11P Motorräder auf HOV-Spur erlaubt (Zusatzschild)
Zeichen R3-11b Rechte HOV-Spur im angegebenen Zeitraum nur für Busse freigegeben (Bei ID R3-11bL heißt es "LEFT LANE" statt "RIGHT LANE")
Zeichen R3-12 Zweispuriger HOV-Abschnitt voraus
Zeichen R3-12a HOV-Spur endet
Zeichen R3-12b HOV-Spur endet in einer halben Meile
Zeichen R3-12c HOV-Spur geht in eine normale Fahrspur über
Zeichen R3-12d HOV-Spur geht in einer halben Meile in eine normale Fahrspur über
Zeichen R3-12f Bus-Spur voraus
Zeichen R3-12g Bus-Spur endet
Zeichen R3-12h Bus-Spur endet in einer halben Meile
Zeichen R3-13 Information
Zeichen R3-13a Information
Zeichen R3-14 HOV-Info
Zeichen R3-14a HOV-Info
Zeichen R3-14b HOV-Info
Zeichen R3-14c HOV-Info
Zeichen R3-15a HOV-Info
Zeichen R3-15b HOV-Info
Zeichen R3-15c HOV-Info
Zeichen R3-17 Fahrrad-Spur
Zeichen R3-17aP Fahrrad-Spur voraus (Zusatz zu R3-17)
Zeichen R3-17bP Fahrrad-Spur endet (Zusatz zu R3-17)
Zeichen R3-18 Links abbiegen/wenden verboten
Zeichen R3-27 Geradeausfahren verboten
Zeichen R3-28 Mautbeträge
Zeichen R3-33 Rechte Fahrspur muss Ausfahrt nehmen
Zeichen R3-33L Linke Fahrspur muss Ausfahrt nehmen

Bundesstaats-Spezifische Schilder
Zeichen R3-H4b Wenden [auf Fahrstreifen] verpflichtend/Wendestreifen (Nur Ohio)
Nur rechts abbiegen möglich (Delaware)
Wenden verboten – Links abbiegen bei grünem Pfeil (Kalifornien).
Radweg
Radweg – Nur Fahrräder (New York City)

### R4 – Fahrbestimmungen

Zeichen R4-1 Überholverbot
Zeichen R4-2 Vorsicht beim Überholen
Zeichen R4-3 Langsamere Fahrzeuge rechts halten
Zeichen R4-4 Beginn Rechte Abbiegespur, Zweirädlern Vorfahrt gewähren
Zeichen R4-5 Lkw auf die rechte Fahrspur
Zeichen R4-7 Rechts halten
Zeichen R4-7a Rechts halten (Horizontaler Pfeil)
Zeichen R4-7b Rechts halten (Diagonaler Pfeil)
Zeichen R4-7c Rechts halten (Engeres Schild)
Zeichen R4-8 Links halten
Zeichen R4-8a Links halten (Horizontaler Pfeil)
Zeichen R4-8b Links halten (Diagonaler Pfeil)
Zeichen R4-8c Links halten (Engeres Schild)
Zeichen R4-9 Spur halten
Zeichen R4-10 Nur für Fahrzeuge außer Kontrolle (Zufahrt zu Notfallspuren, am Ende von Gefällstrecken)
Zeichen R4-11 Fahrräder dürfen ganze Spur nutzen
Zeichen R4-12 Langsame Fahrzeuge mit mindestens 5 hinterherfahrenden schnelleren Fahrzeugen müssen an nächster Ausweichstelle halten, um die schnelleren Fahrzeuge durchzulassen
Zeichen R4-13 Langsame Fahrzeuge müssen nächste Ausweichstelle halten
Zeichen R4-14 Wie R4-14
Zeichen R4-16 Rechts halten, außer wenn überholt werden will
Zeichen R4-17 Nicht auf Standstreifen fahren
Zeichen R4-18 Nicht auf Standstreifen überholen

### R5 – Ausschluss

Zeichen R4-1 Keine Durchfahrt
Zeichen R4-1a Keine Durchfahrt (alt. Version)
Zeichen R4-1b Keine Durchfahrt für Fahrräder
Zeichen R4-2 Keine Durchfahrt für Lkw
Zeichen R4-3 Kein motorisierter Verkehr
Zeichen R4-4 Kein kommerzieller Verkehr
Zeichen R4-5 Keine Fahrzeuge mit "Greifeisen". Damit (lugs) sind Metall(stachel)aufsätze auf Reifen gemeint, die auf unbefestigten Straßen für einen besseren Halt sorgen.
Zeichen R4-6 Keine Fahrräder
Zeichen R4-7 Nur motorisierter Verkehr
Zeichen R4-8 Keine Motorfahrräder (Benzinräder, EBikes, Motorroller etc..)
Zeichen R4-10a Keine Fußgänger/Fahrräder/motorisierte Räder
Zeichen R4-10b Keine Fußgänger oder Fahrräder
Zeichen R4-10c Keine Fußgänger
Zeichen R4-11 Nur autorisierte Fahrzeuge

### R6 – Einbahnstraße und autobahnähnliche Straße

Zeichen R6-1L Einbahnstraße (links)
Zeichen R6-1R Einbahnstraße (rechts)
Zeichen R6-2L Einbahnstraße (links)
Zeichen R6-2R Einbahnstraße (rechts)
Zeichen R6-3 Kreuzung mit geteilten Fahrwegen
Zeichen R6-3a Kreuzung mit geteilten Fahrwegen (T-Kreuzung)
Zeichen R6-4 Kreisverkehrsrichtung (Platziert im inneren Bereich des Kreisverkehrs)
Zeichen R6-4a Kreisverkehrsrichtung (Platziert im inneren Bereich des Kreisverkehrs)
Zeichen R6-4b Kreisverkehrsrichtung (Platziert im inneren Bereich des Kreisverkehrs)
Zeichen R6-5P Kreisverkehr
Zeichen R6-6 Beginn Einbahnstraße
Zeichen R6-7 Ende Einbahnstraße

### R7 – Parken

#### Geregeltes Parken

Parken mit zeitlichen Einschränkungen
Parken mit zeitlichen Einschränkungen (Kalifornien)
Parken mit zeitlichen Einschränkungen (New York City)
Parken mit zeitlichen Einschränkungen (Seattle)
Parken mit zeitlichen Einschränkungen (San Francisco)
2 Stunden Parken auf allen Straßen (Hempstead, Bundesstaat New York)
Parken mit zeitlichen Einschränkungen (Maryland)

#### Parkverbot

Nicht parken – zu jeder Zeit
Nicht parken – zu jeder Zeit (Kalifornien)
Nicht parken – zu jeder Zeit (Bundesstaat New York)
Nicht parken (Pennsylvania)
Nicht parken, mit individuellen Einschränkungen (New York City)
Denk nicht dran hier zu parken! (New York City)
Nicht parken – Abschleppzone (Chicago)
Nicht parken – Bus stoppt hier

#### Standverbot

Standverbot – zu jeder Zeit
Standverbot – zu jeder Zeit (Bundesstaat New York)
Standverbot – zu jeder Zeit (New York City)
Standverbot – Fahrzeuge werden abgeschleppt (Baltimore)
Standverbot – Bus stoppt hier (Philadelphia)
Standverbot – Bus stoppt mit Buslinie (New York City)
Standverbot, mit zeitlichen Einschränkungen (Washington, D.C.)
Standverbot, mit zeitlichen Einschränkungen (New York City)

#### Haltverbot

Haltverbot – zu jeder Zeit (Bundesstaat New York)
Haltverbot – zu jeder Zeit (New York City)
Haltverbot – zu jeder Zeit (Philadelphia)
Haltverbot – zu jeder Zeit (Kalifornien)
Haltverbot – zu jeder Zeit wird abgeschleppt (San Francisco)
Haltverbot – Abschleppzone (Seattle)
Haltverbot mit zeitlichen Ausnahmen (Bundesstaat New York)
Haltverbot – Ausgenommen Zustellerfahreuge (New York City)

### R8 – Park- und Notfalleinschränkungen

Zeichen R8-1 Kein Parken auf dem Gehweg
Zeichen R8-2 Kein Parken, außer auf Seitenstreifen
Zeichen R8-3 Parken verboten
Zeichen R8-3a Parken verboten (wörtlich)
Zeichen R8-3bP Außer an Sonn- und Feiertagen (Zusatzschild)
Zeichen R8-3cP ...auf dem Gehweg (Zusatzschild)
Zeichen R8-3dP ...auf Brücke (Zusatzschild)
Zeichen R8-3eP ...auf Gleisen (Zusatzschild)
Zeichen R8-3fP ...außer auf Seitenstreifen (Zusatzschild)
Zeichen R8-3gP Ladezone (Zusatzschild)
Zeichen R8-3hP Zeiten (Zusatzschild)
Zeichen R8-4 Parken nur im Notfall erlaubt
Zeichen R8-5 Kein Halten auf dem Gehweg
Zeichen R8-6 Kein Halten auf Asphalt, außer auf Seitenstreifen
Zeichen R8-7 Halten nur im Notfall erlaubt
Zeichen R8-8 Nicht auf Gleisen halten
Zeichen R8-9 Gleise stillgelegt
Zeichen R8-10 Hier halten, wenn [Ampel] blinkt
Zeichen R8-10a Alternativ

### R9 – Fahrräder und Fußgänger

Zeichen R9-1 Links gehen, dem Verkehr entgegen
Zeichen R9-2 Straße nur über Zebrastreifen überqueren
Zeichen R9-3 Fußgänger verboten
Zeichen R9-3a Kein Fußgängerübergang
Zeichen R9-4 Trampen verboten
Zeichen R9-5 Fahrradfahrer müssen Fußgängerampel beachten
Zeichen R9-6 Fahrradfahrer müssen Fußgängern Vorfahrt gewähren
Zeichen R9-7 Linker Wegesteil für Fahrradfahrer, rechter für Fußgänger
Zeichen R9-8 Fußgängerüberweg
Zeichen R9-9 Gehweg gesperrt
Zeichen R9-10 Gehweg gesperrt, andere Straßenseite verwenden
Zeichen R9-11 Gehweg voraus gesperrt, hier Straßenseite wechseln
Zeichen R9-11a Gehweg gesperrt, hier Straßenseite wechseln
Zeichen R9-13 Skaten verboten
Zeichen R9-14 Reiten verboten

### R10 – Ampelsignale

Zeichen R10-1 Straße nur bei Grün überqueren
Zeichen R10-2 Straße nur bei "Geh"-Signal überqueren
Zeichen R10-3 Knopf für "Geh"-Signal drücken
Zeichen R10-3a Alternativ
Zeichen R10-3b Information zur Funktionsweise der Ampel
Zeichen R10-3c Information zur Funktionsweise der Ampel
Zeichen R10-3d Information zur Funktionsweise der Ampel
Zeichen R10-3e Information zur Funktionsweise der Ampel
Zeichen R10-3f Information zur Funktionsweise der Ampel
Zeichen R10-3g Information zur Funktionsweise der Ampel
Zeichen R10-3i Information zur Funktionsweise der Ampel
Zeichen R10-3h Information zur Funktionsweise der Ampel
Zeichen R10-4 Knopf für Grün drücken
Zeichen R10-4a Alternativ
Zeichen R10-6 Bei Rot hier halten
Zeichen R10-7 Kreuzung nicht blockieren
Zeichen R10-8 Spur mit grünem Pfeil verwenden
Zeichen R10-10b Fahrrad-Ampel
Zeichen R10-11 Kein Abbiegen bei Rot

Bundesstaats-spezifisch
Ampel-Blitzer (Delaware)
Ampel-Blitzer (Kalifornien)
Rotlichtverstoß – Bußgeld $400 (Kalifornien)
Hier halten wenn Rot (Pennsylvania)
Nicht abbiegen bei Rot (Maryland)

### R11 – Straßensperrungen

Zeichen R11-1 Von Mittellinie fernhalten
Zeichen R11-2 Straße gesperrt
Zeichen R11-3a Gesperrte Straße: Vorankündigung
Zeichen R11-3b Gesperrte Brücke: Vorankündigung
Zeichen R11-5 Straße für Durchgangsverkehr gesperrt

### R12 – Höchstgewicht

Zeichen R12-1 Höchstgewicht
Zeichen R12-2 Maximale Achslast
Zeichen R12-3 Keine Lkw mit höherem als angegebenem Leergewicht
Zeichen R12-4 Maximal x Tonnem pro Achse
Zeichen R12-5 Höchstgewicht (Symbole)

### R13 – Wiegestationen für Lastkraftwagen
Das Kapitel R13 des MUTCD behandelt Wiegestationen für Lastkraftwagen.

Zeichen R13-1 Lkw über 10 Tonnen müssen Wiegestation anfahren

### R14 – LKW-Route
Das Kapitel R14 des MUTCD behandelt spezielle Routen für Lkw.

Zeichen R14-1 Lkw-Route
Zeichen R14-2 Gefährliche Stoffe erlaubt
Zeichen R14-3 Gefährliche Stoffe verboten

### R15 – Eisenbahn und Straßenbahn

Zeichen R15-1 Bahnübergang, amerikanisches Andreaskreuz (Crossbuck)
Zeichen R15-2 Anzahl der Gleise am Übergang
Zeichen R15-3P Außer (Zusatzschild)

### R16 – Gurtpflicht
Das Kapitel R16 des MUTCD behandelt die Gurtpflicht und andere Sicherheitsregelungen.

Zeichen R16-1 Sitzgurt anlegen
Zeichen R16-4 Fahrzeug bei Unfall aus Fahrspur entfernen
Zeichen R16-5 Licht an bei Verwendung der Scheibenwischer
Zeichen R16-6 Licht an bei Regen. Generelles Gesetz in vielen Staaten, Schilder befinden sich meist an Grenzen.
Zeichen R16-7 Scheinwerfer an für xx Meilen
Zeichen R16-8 Scheinwerfer an
Zeichen R16-9 Scheinwerfer prüfen. Oft am Ende von Tunneln, um Autofahrer darauf hinzuweisen, die Scheinwerfer auszuschalten.

### Sonstiges
Die MUTCD gilt nicht für alle Situationen, so mussten manche Bundesstaaten und lokalen Regierungen ihre eigenen regulatorischen Zeichen entwickeln. Nachfolgend eine Auswahl:

Beachte die Warnzeichen – Bundesstaatsrecht, (Texas)
Kreuzung nicht durch Rückstau blockieren (New York City).
Anhalten für haltenden Schulbus – Bundesstaatsrecht, (New York)

## Warnzeichen

### W1 – Kurven und Abbiegen

Zeichen W1-1L Sehr scharfe Linkskurve
Zeichen W1-1R Sehr scharfe Rechtskurve
Zeichen W1-1aL Sehr scharfe Linkskurve mit empfohlener Geschwindigkeit
Zeichen W1-1aR Sehr scharfe Rechtskurve mit empfohlener Geschwindigkeit
Zeichen W1-2L Linkskurve
Zeichen W1-2R Rechtskurve
Zeichen W1-2aL Linkskurve mit empfohlener Geschwindigkeit
Zeichen W1-2aR Rechtskurve mit empfohlener Geschwindigkeit
Zeichen W1-3L Umgekehrte scharfe Kurve (links)
Zeichen W1-3R Umgekehrte scharfe Kurve (rechts)
Zeichen W1-4L Umgekehrte Kurve (links)
Zeichen W1-4R Umgekehrte Kurve (rechts)
Zeichen W1-5L Gewundene Straße (links)
Zeichen W1-5R Gewundene Straße (rechts)
Zeichen W1-6L Pfeil (links)
Zeichen W1-6R Pfeil (rechts)
Zeichen W1-7 Doppelpfeil
Zeichen W1-8L Leitplanke (links)
Zeichen W1-8R Leitplanke (rechts)
Zeichen W1-10L Kurve mit Kreuzung (links)
Zeichen W1-10R Kurve mit Kreuzung (rechts)
Zeichen W1-10aL Kurve mit Kreuzung (links)
Zeichen W1-10aR Kurve mit Kreuzung (rechts)
Zeichen W1-10bL Kurve mit Kreuzung (links)
Zeichen W1-10bR Kurve mit Kreuzung (rechts)
Zeichen W1-10cL Kurve mit Kreuzung (links)
Zeichen W1-10cR Kurve mit Kreuzung (rechts)
Zeichen W1-10dL Kurve mit Kreuzung (links)
Zeichen W1-10dR Kurve mit Kreuzung (rechts)
Zeichen W1-10eL Kurve mit Kreuzung (links)
Zeichen W1-10eR Kurve mit Kreuzung (rechts)
Zeichen W1-11L 180°-Kurve (links)
Zeichen W1-11R 180°-Kurve (rechts)
Zeichen W1-13L Umkippgefahr für LKW (links)
Zeichen W1-13R Umkippgefahr für LKW (rechts)
Zeichen W1-15L 270°-Kurve (links)
Zeichen W1-15R 270°-Kurve (rechts)

### W2 – Kreuzung

Zeichen W1-1 Gewöhnliche Straßenkreuzung
Zeichen W1-2R Seitenkreuzung (rechts)
Zeichen W1-2L Seitenkreuzung (links)
Zeichen W1-3R Diagonale Seitenkreuzung (rechts)
Zeichen W1-3L Diagonale Seitenkreuzung (links)
Zeichen W1-4 T-Kreuzung
Zeichen W1-5 Y-Kreuzung
Zeichen W1-6 Kreisverkehr
Zeichen W1-7R Doppelte Kreuzung (rechts)
Zeichen W1-7L Doppelte Kreuzung (links)

### W3 – Erweiterte Verkehrsregelung

Zeichen W3-1 Stoppschild voraus
Zeichen W3-2 Vorfahrt achten voraus
Zeichen W3-3 Ampel voraus
Zeichen W3-4 Seien Sie vorbereitet, schnell anzuhalten (In Kombination mit Ampel voraus)
Zeichen W3-5 Niedrigere Höchstgeschwindigkeit voraus
Zeichen W3-5a Niedrigere Höchstgeschwindigkeit voraus
Zeichen W3-6 Bewegliche Brücke voraus. Fahrer sollte sich auf eventuelle Wartezeiten einstellen.
Zeichen W3-7 Auf Autobahnauffahrt: Ampel voraus
Zeichen W3-8 Autobahnauffahrt durch Ampel geregelt, wenn Licht blinkt

### W4 – Verkehrslenkungstafeln

Zeichen W4-1R Einfädeln (rechts)
Zeichen W4-1L Einfädeln (links)
Zeichen W4-2R Spur endet (rechts)
Zeichen W4-2L Spur endet (links)
Zeichen W4-3R Spur wird hinzugefügt (rechts)
Zeichen W4-3L Spur wird hinzugefügt (links)
Zeichen W4-5R Einfädeln (rechts)
Zeichen W4-5L Einfädeln (links)
Zeichen W4-5P Keine Einfädelspur (Auffahrt mündet direkt in Schnellstraße)
Zeichen W4-6R Kein Einfädeln nötig, Fahrspur wird mit Auffahrt hinzugefügt (rechts)
Zeichen W4-6L Kein Einfädeln nötig, Fahrspur wird mit Auffahrt hinzugefügt (links)

### W5 – Hinweistafeln auf verengte Straßen

Zeichen W5-1 Straße verengt
Zeichen W5-2 Engere Brücke
Zeichen W5-3 Einspurige Brücke
Zeichen W5-4 Auffahrrampe verengt
Zeichen W5-4a Pfad verengt sich (Für Fahrradwege)

### W6 – Geteilte Straßen

Zeichen W6-1 Straße wird geteilt
Zeichen W6-2 Geteilte Straße endet
Zeichen W6-3 Achtung Gegenverkehr!
Zeichen W6-4 Achtung Fahrbahnteiler! Fahrbahnteiler für den Gegenverkehr sind Begrenzungsvorrichtungen, die als mittlere Fahrbahnteiler verwendet werden, um den gegenläufigen Verkehr auf einer zweispurigen Fahrbahn in beide Richtungen zu trennen.

### W7 – Steigungen und Gefälle

Zeichen W7-1 Berg
Zeichen W7-1a Berg (mit Prozentangabe)
Zeichen W7-2P Niedrigen Gang verwenden
Zeichen W7-2bP Niedrigen Gang verwenden (Für LKW)
Zeichen W7-3P Prozent-Tafel
Zeichen W7-3aP Für X Meilen (Zusatz für 3P)
Zeichen W7-3bP Kombination
Zeichen W7-4 Notfallspur in x Meilen
Zeichen W7-4b Notfallspur
Zeichen W7-4c Notfallspur
Zeichen W7-4dP Material der Notspur: Sand
Zeichen W7-4eP Material der Notspur: Kies
Zeichen W7-4fP Material der Notspur: Asphalt
Zeichen W7-5 Bergwarnung für Fahrräder
Zeichen W7-6 Sicht durch Berg blockiert
Gefälle bzw. Steigung, mit Prozent (Idaho)
Beachten Sie Ihre Bergab-geschwindigkeit (Kalifornien)

### W8 – Straßenzustand

Zeichen W8-1 Bremsschwelle
Zeichen W8-2 Eine kleinere Absenkung der Straße
Zeichen W8-3 Straßenbelag endet, Straße wird zu Erd/Kiespiste
Zeichen W8-4 Seitenstreifen nicht asphaltiert
Zeichen W8-5 Schleudergefahr bei Nässe
Zeichen W8-5aP Wegen Eis (Zusatzschild)
Zeichen W8-5bP Wegen metallener Oberfläche (Zusatzschild, bei Brücken)
Zeichen W8-5cP Wegen Öl (Zusatzschild)
Zeichen W8-6 Mit LKW an Kreuzung rechnen
Zeichen W8-7 Unbefestigter Kies
Zeichen W8-8 Unebene Straße
Zeichen W8-9 Höhenunterschied (max 3 Inch) zwischen Straße und Seitenstreifen
Zeichen W8-10 Rutschgefahr für Fahrräder
Zeichen W8-10P Rutschgefahr bei Nässe (Zusatzschild)
Zeichen W8-11 Höhenunterschied zwischen Fahrspuren
Zeichen W8-12 Keine Mittellinie
Zeichen W8-13 Brücke vereist vor Straße
Zeichen W8-14 Steinschlag
Zeichen W8-15 Fahrrillen
Zeichen W8-15P Für Motorräder (Zusatzschild)
Zeichen W8-16 Brückenoberfläche aus Metall
Zeichen W8-17L Höhenunterschied (max 3 Inch) zwischen Straße und Seitenstreifen (bildlich, links)
Zeichen W8-17R Höhenunterschied (max 3 Inch) zwischen Straße und Seitenstreifen (bildlich, rechts)
Zeichen W8-17P Erklärung für W8-17, Zusatzschild
Zeichen W8-18 Straße eventuell überflutet
Zeichen W8-19 Wasserhöhenmesser
Zeichen W8-21 Starke Winde möglich
Zeichen W8-22 Starker Nebel möglich
Zeichen W8-23 Kein Seitenstreifen
Zeichen W8-24 Stahlplatte voraus (z.b. wenn bei Bauarbeiten in Straßen aufgegrabene Gräben für Strom-/Wasserleitungen usw. mit einer Stahlplatte temporär abgedeckt werden)
Zeichen W8-25 Seitenstreifen endet
Gefälle bzw. Steigung, mit Prozent (Idaho)
Beachten Sie ihre Bergab-Geschwindigkeit (Kalifornien)

Straßenzustand
Bodenwelle (Minnesota)
Rüttelstreifen (Bundesstaat New York)
Schleudergefahr auf Brücke (Pennsylvania)

Gestein und Schlamm, staaten-spezifisch
Steinschlag (Kalifornien)
Steinschlagzone (Bundesstaat New York)
Steinschlag (Pennsylvania, Hawaii und New Hampshire)
Steinschlag (North Carolina)
Achtung Steinschlag (Idaho)
Rutschhang (Kalifornien)
Rutschhang (Bundesstaat New York)
Rutschhang (Kalifornien)

Wind, Nebel und Stürme, staaten-spezifisch
Seitenwind (Bundesstaat New York)
Gefährlicher Seitenwind (New Mexico)
Starker Seitenwind (Pennsylvania)
Häufig starker Seitenwind (Idaho)
Böige Winde (Wisconsin)
Nebelgebiet (Ohio)
Gelegentlich Sichtbehinderung durch Staubstürme (Idaho)
Schwere Unwetter (Idaho)

Eis und Frost, staaten-spezifisch
Brücke kann vereist sein (Michigan)
Achten auf Eis auf Brücken (Indiana)
Achten auf Eis (Pennsylvania)
Könnte vereist sein (Nebraska)
Vereist (Kalifornien)
Es hat Frost (Idaho)

Hochwasser, staaten-spezifisch
Hochwasser (Kalifornien)
Kann überschwemmt sein (Kalifornien)
Fahrbahn kann überschwemmt sein (Pennsylvania)
Straße überschwemmt bei Flut (Hawaii)
Hochwasser (Indiana)
Wasser auf Straße (Delaware)

### W9 – Spurwechsel

Spurwechsel
Zeichen W9-1L Linke Spur endet
Zeichen W9-1R Rechte Spur endet
Zeichen W9-2L Spur endet, links einordnen
Zeichen W9-2R Spur endet, rechts einordnen
Zeichen W9-3 Mittelspur gesperrt
Zeichen W9-6 Zollstelle voraus (+Abstand und Preis)
Zeichen W9-6P Zollstelle voraus (+Abstand und Preis, Zusatzschild)
Zeichen W9-6a Zollstelle voraus (+Preis)
Zeichen W9-6aP Zollstelle voraus (+Preis, Zusatzschild)
Zeichen W9-7L Linke Spur nur Abfahrt
Zeichen W9-7R Rechte Spur nur Abfahrt

### W10 – Eisenbahn und Stadtbahn

Eisenbahn und Stadtbahn
Zeichen W10-1 Bahnübergang
Zeichen W10-1aP "Ausgenommen" Bedeutet, dass Fahrzeuge vor dem Übergang nicht anhalten müssen, wenn er frei ist.
Zeichen W10-2L Bahnübergang neben Kreuzung
Zeichen W10-2R Bahnübergang neben Kreuzung
Zeichen W10-3L Bahnübergang neben T-Kreuzung
Zeichen W10-3R Bahnübergang neben T-Kreuzung
Zeichen W10-4L Bahnübergang neben T-Kreuzung
Zeichen W10-4R Bahnübergang neben T-Kreuzung
Zeichen W10-5 Bahnübergang mit geringer Bodenfreiheit.
Zeichen W10-5P W10-5 Erklärung, Zusatzschild
Zeichen W10-8 Züge können 80 mph (128 km/h) überschreiten
Zeichen W10-9 Züge hupen nicht (In den USA sind alle Züge verpflichtet, ihre Hupe an Übergängen 2-3 Male zu betätigen. Wenn sich Gemeinden durch den Lärm gestört fühlen, können sie bei der FRA eine Ruhezone (Quiet Zone) beantragen)
Zeichen W10-9P Züge hupen nicht, Zusatzschild
Zeichen W10-11 Bahnübergang bei Kreuzung
Zeichen W10-11a Abstand zwischen Gleisen und Straße
Zeichen W10-11b Abstand zwischen Gleisen und Straße hinter dir
Zeichen W10-11 Linke Spur endet
Zeichen W10-11 Linke Spur endet
Zeichen W10-12L Schräger BÜ
Zeichen W10-12R Schräger BÜ
Zeichen W10-13P BÜ ohne technische Sicherungen
Zeichen W10-14P Nächster Bahnübergang (Zusatzschild für W10-5)
Zeichen W10-14aP Nächsten Bahnübergang verwenden  (Zusatzschild für W10-5)
Zeichen W10-15P Unebener BÜ, ähnlich W10-5
Straßenbahn kreuzt (Kalifornien)
Straßenbahn aus beiden Richtungen (Kalifornien)
Radfahrer steigen ab, um Schienen zu queren (Hemet, Kalifornien)

### W11 – Andere Verkehrsteilnehmer

Andere Verkehrsteilnehmer
Zeichen W11-1 Fahrräder
Zeichen W11-2 Fußgänger
Zeichen W11-3 Rehe
Zeichen W11-4 Kühe
Zeichen W11-5 Landwirtschaftlicher Verkehr
Zeichen W11-5a Landwirtschaftlicher Verkehr (alternativ)
Zeichen W11-6 Schneemobile
Zeichen W11-7 Reiter
Zeichen W11-8 Notfallfahrzeuge
Zeichen W11-9 Rollstuhlfahrer
Zeichen W11-10 LKWs
Zeichen W11-11 Golf-Karts
Zeichen W11-14 Pferdegespanne
Zeichen W11-15 Fahrräder & Fußgänger
Zeichen W11-15P Wanderweg-Kreuzung
Zeichen W11-15a Wanderweg-Kreuzung
Zeichen W11-16 Bären
Zeichen W11-17 Schafe
Zeichen W11-18 Dickhornschafe
Zeichen W11-19 Esel
Zeichen W11-20 Wapitis
Zeichen W11-21 Elche
Zeichen W11-22 Pferde

Staaten-spezifisch
Zeichen PA W11-103 Verdeckte Zufahrt (Pennsylvania)
Zeichen W11-10-DE Lkw-Einfahrt (Delaware)
Zeichen W11-25-DE Werkseinfahrt (Delaware)
Zeichen W56-51 Theaterausfahrt' (Wisconsin)
Zeichen W11-16-DE Verdeckte Kreuzung (Delaware)
Zeichen NYW5-18 Motorräder fahren hier (Bundesstaat New York)
Zeichen NYW5-19 Quads fahren hier (Bundesstaat New York)
Zeichen W11-11 Golfcaddys fahren hier (Ohio, Florida und Arizona)
Zeichen OH W11-H14a Fuhrwerke fahren hier (u. a. Ohio)
Zeichen PA W11-27 Panzer fahren hier (Pennsylvania)
Zeichen W5-I100 Achten auf haltende Lkw (Illinois)
Zeichen W54-60 Feuerwehr-fahrzeuge fahren ein, wenn Signal blinkt (Wisconsin)
Zeichen W11-8-DE Einsatzfahrzeuge (Delaware)
Zeichen TX-W11-11T Achten auf Einsatzfahrzeug (Texas)
Zeichen SW-675 Teilen Sie die Straße (New York City)
Zeichen PA W16-101 Teilen Sie die Straße (Pennsylvania)
Zeichen W11-1--MD Achten auf Fahrräder (Maryland)
Zeichen W16-1A-MD Teilen Sie die Straße (Maryland)
Fahrradweg (San Francisco)
Zeichen PA W11-25 Fußgängerübergang für Blinde (Pennsylvania)
Zeichen PA W14-16 Heißluftballon-Startgelände (Pennsylvania)
Zeichen NYW7-8 Tiefflieger (Bundesstaat New York und Massachusetts)
Zeichen W11-23-DE Tiefflieger (Delaware)
Zeichen NYW7-4 Kinder beim Spielen (Bundesstaat New York)
Zeichen NYW7-6 Schwerhörige Kinder Zone (Bundesstaat New York)
Zeichen W21-14-DE Schwerhörige Kinder (Delaware)
Zeichen PA W11-108 Schwerhörige Kinder (Pennsylvania)
Zeichen CA SW38 Schwerhörige Kinder in der Nähe (Kalifornien)
Zeichen NYW7-7 Blinde Kinder Zone (Bundesstaat New York)
Zeichen W21-15-DE Blinde Kinder (Delaware)
Zeichen CA SW59 Bärenübergang (Kalifornien).
Zeichen PA W11-26 Entenübergang (Pennsylvania).

### W12 – Maximalhöhen

Beschränkte Höhe
Zeichen W12-1 Doppelpfeil (Bedeutet, dass der Verkehrsteilnehmer das Hindernis beidseitig umfahren darf)
Zeichen W12-2 Maximal zulässige Höhe (angegeben in Fuß und Inch, also hier 12 Fuß 6 Inch)
Zeichen W12-2a Plakette mit Maximalhöhe. Wird am Brückenboden bzw. über der Fahrspur montiert

### W13 – Richtgeschwindigkeit

Richtgeschwindigkeit
Zeichen W13-1 Richtgeschwindigkeits-Zusatzplakette (z.b. bei Kurvenwarnschildern)
Zeichen W13-1 Richtgeschwindigkeit (Metrisch)
Zeichen W13-2 Richtgeschwindigkeit in der Ausfahrt
Zeichen W13-3 Richtgeschwindigkeit auf der Rampe
Zeichen W13-5 Richtgeschwindigkeit in der Kurve
Zeichen W13-6 Richtgeschwindigkeit auf der Ausfahrt
Zeichen W13-7 Richtgeschwindigkeit auf der Rampe

### W14 – Sackgasse und Überholverbot

Sackgassen und Überholverbote
Zeichen W14-1 Sackgasse
Zeichen W14-2aL Sackgassenpfeil (wird mit Straßennamensschildern verwendet)
Zeichen W14-2aR Sackgassenpfeil
Zeichen W14-2 Sackgasse (alternativ)
Zeichen W14-2aL Sackgassenpfeil
Zeichen W14-2aR Sackgassenpfeil
Zeichen W14-3 Beginn Überholverbot (Im Gegensatz zu allen anderen Schildern wird dieses nicht rechts, sondern links der Fahrbahn platziert)

### W15 – Spielplatz

Spielplatz
Zeichen W15-1 Spielplatz

### W16 – Zusatzzeichen

Zusatzzeichen
Zeichen W16-1P Teilen sie die Straße
Zeichen W16-2P Abstand
Zeichen W16-2aP Abstand
Zeichen W16-3P Abstand
Zeichen W16-3aP Abstand
Zeichen W16-4P auf xxx Fuß/Meilen
Zeichen W16-5PL Pfeil
Zeichen W16-5PR Pfeil
Zeichen W16-6PL Pfeil
Zeichen W16-6PR Pfeil
Zeichen W16-7PL Pfeil
Zeichen W16-7PR Pfeil
Zeichen W16-8P Straßenname
Zeichen W16-8aP Straßenname (zweizeilig)
Zeichen W16-9P Voraus
Zeichen W16-10P Blitzer
Zeichen W16-10aP Blitzer
Zeichen W16-11P HOV
Zeichen W16-12P Kreisverkehr
Zeichen W16-13P Wenn blinkend
Zeichen W16-15P Neu
Zeichen W16-16P Letzte Ausfahrt vor Zoll-Straße
Zeichen W16-17P Kreisverkehr
Zeichen W16-18P Hinweis

### W17 – Bremsschwelle

Bremsschwelle
Zeichen W17-1 Bremsschwelle

### W18 – Keine Verkehrszeichen

Keine Verkehrszeichen
Keine Verkehrszeichen

### W20 – Baustellen

Baustellen
Ankündigung einer Baustelle

### Sonstiges
Die MUTCD gilt nicht für alle Situationen, so mussten manche Bundesstaaten und lokalen Regierungen ihre eigenen regulatorischen Zeichen entwickeln. Nachfolgend eine Auswahl:

Sonstiges
Tunnel
Verbot für Fahrzeuge über dem angegebenen Gewicht auf Brücken (Bundesstaat New York).
Unterführung (Bundesstaat New York)

## Wegweiser
Die Wegweiser-Kategorie enthält diverse Verkehrszeichen für Interstate Highways, Straßenschilder, Meilensteine und Ausfahrtsangaben.

### Autobahn
Die Interstate Highways der Vereinigten Staaten sind in Richtung Süden und Westen kilometriert. Andere Highways orientieren sich hingegen an den Grenzen der Countys. Die Ausfahrten richten sich oft nach dem nächstgelegenen, in den USA als Milepost (MP) bezeichneten Kilometerschild. Durch die Zusatzbuchstaben N, E, S, W nach den Straßennummern auf den Schildern an der Straßenseite oder auf Wegweisern werden die Richtungen northbound, eastbound usw. signalisiert.

Vorwegweiser für Autobahnkreuze
Autobahnkreuz Vorwegweiser (New Jersey)
Autobahnkreuz Vorwegweiser (New York)
Autobahnkreuz Vorwegweiser (Hawaii)
Autobahnkreuz Vorwegweiser (Kalifornien)

Ausfahrtstafeln
Ausfahrtstafel
Ausfahrtstafel (Maryland)
Ausfahrtstafel (Virginia)
Ausfahrtstafel (New York)

### Nummerntafeln

Nummerntafeln
Einstellige Nummerntafel an Interstate Highways.
Zweistellige Nummerntafel an Interstate Highways.
Einstellige Nummerntafel an Interstate Highways (Kalifornien).
Dreistellige Nummerntafel an Interstate Highways.
Dreistellige Nummerntafel an Interstate Highways (Kalifornien).
Interstate Highway Nummerntafel in Puerto Rico.
Interstate Highway Nummerntafel der Exklave Hawaii.
Interstate Highway Nummerntafel der Exklave Alaska.
Zubringerstraße.
Zubringerstraße.
Zweistellige U.S. Highway Nummerntafel.
Dreistellige U.S. Highway Nummerntafel.
Zweistellige State Route Nummerntafel.
Dreistellige State Route Nummerntafel.
Einstellige State Route Nummerntafel (Mississippi).
Zweistellige State Route Nummerntafel (Mississippi).
Dreistellige State Route Nummerntafel (Mississippi).
Michigan State Trunkline Highway System einstellige Nummerntafel.
Michigan State Trunkline Highway System zweistellige Nummerntafel.
Michigan State Trunkline Highway System dreistellige Nummerntafel.
Zweistellige State Route Nummerntafel (Oklahoma)
Dreistellige State Route Nummerntafel (Oklahoma)
Dreistellige State Route Nummerntafel (South Carolina).
Einstellige U.S. Highway Nummerntafel (Kalifornien)
Zweistellige U.S. Highway Nummerntafel (Kalifornien)
Dreistellige U.S. Highway Nummerntafel (Kalifornien)
Historische Kennzeichnung eines U.S. Highways (Kalifornien)
Zweistellige State Route Nummerntafel (Alabama)
Dreistellige State Route Nummerntafel (Alabama)
Zweistellige State Route Nummerntafel (Kansas).
Einstellige State Route Nummerntafel (Arkansas)
Zweistellige State Route Nummerntafel (Arkansas)
Dreistellige State Route Nummerntafel (Arkansas)
Vierstellige State Route Nummerntafel (Arkansas)
Dreistellige State Route Nummerntafel (Pennsylvania)
Einstellige State Route Nummerntafel (New York)
Zweistellige State Route Nummerntafel (New York)
Dreistellige State Route Nummerntafel (New York)
Vierstellige State Route Nummerntafel (New York)
Zweistellige State Route Nummerntafel (Ohio)
Dreistellige State Route Nummerntafel (Ohio)
Zweistellige State Route Nummerntafel (Kalifornien)
Dreistellige State Route Nummerntafel (Kalifornien)
Nummerntafel mautpflichtiger State Routes (Florida)
Einstellige State Route Nummerntafel (Florida)
Zweistellige State Route Nummerntafel (Florida)
Dreistellige State Route Nummerntafel (Florida)
Vierstellige State Route Nummerntafel (Florida)
County Highway Nummerntafel
Farm-To-Market Road (Texas)
Missouri Supplemental Route
Brooklyn Battery Tunnel
New Jersey Turnpike
Ohio Turnpike
Dallas North Tollway
Eisenhower Interstate Highway System

Hinweis: Die bundesstaatlichen Nummerntafeln sind anschauliche Beispiele; jeder Bundesstaat kann ein eigenes Verkehrszeichen gestalten und nutzen oder sie verwenden das nach MUTCD genormte Verkehrszeichen. Siehe auch Liste US-amerikanischer Interstate-Highways.

### Straßennamensschild

Straßennamensschild
Straßennamensschild (nach MUTCD D-3)
Straßennamensschild (nach MUTCD D-3)
Broadway Straßenschild (New York City)
Straßenschild (New York City)
Straßenschild (Midtown Manhattan, New York City)
Historisches Straßenschild (New York City)
Straßennamensschild (Chicago)
Straßennamensschild (Boston)
Straßennamensschild (Washington, D.C.)
Straßennamensschild (Philadelphia)
Straßennamensschild (Hoboken, New Jersey)
Straßennamensschild (Los Angeles)

## Mautstraßen
Kapitel 2F des MUTCD befasst sich mit den Verkehrszeichen für Mautstraßen.

Mautstraßen
Aufforderung zum Einfahren zur Mautstelle
Aufforderung zum Einfahren für E-ZPass-Nutzer
Aufforderung zum Einfahren für E-ZPass-Nutzer (New Jersey)

## Schulen
Die S-Serie der Verkehrszeichen ist speziell durch die MUTCD für den Einsatz rund um Schulen erstellt worden. Einige Bundesstaaten haben zusätzliche Verkehrszeichen, welche entweder in der S-Serie, in der W-Serie oder in der R-Serie des MUTCD gelistet werden.

Schulen
Schule (auch für Fußgängerübergang in der Nähe von Schulen)
Schule (verwendet von 1971 bis 2009)
Ende der Schulzone, alle Verbote werden aufgehoben.
Schulbus stoppt voraus
Schulbus stoppt voraus (Puerto Rico)
Schulbus stoppt voraus (verwendet von 1971 bis 2009)
Schulbus wendet voraus (Ohio)
Schulbus wendet voraus (Puerto Rico)
Tempolimit, Ankündigung
Tempolimit, Ankündigung (Puerto Rico)
Tempolimit in einer Schulzone (Arizona)
Tempolimit wegen einer Schule
Tempolimit wegen einer Schule (Puerto Rico)
Schulzone endet
Schulzone endet (Puerto Rico)